# Pseudozampe
Le pseudozampe (false zampe o pseudopodi) sono formazioni pari, addominali, non articolate, presenti in alcune larve di Insetti, dette polipode o eruciformi, che hanno la funzione di favorire i movimenti (aree ambulacrali). 
Sono tipiche di larve di: 

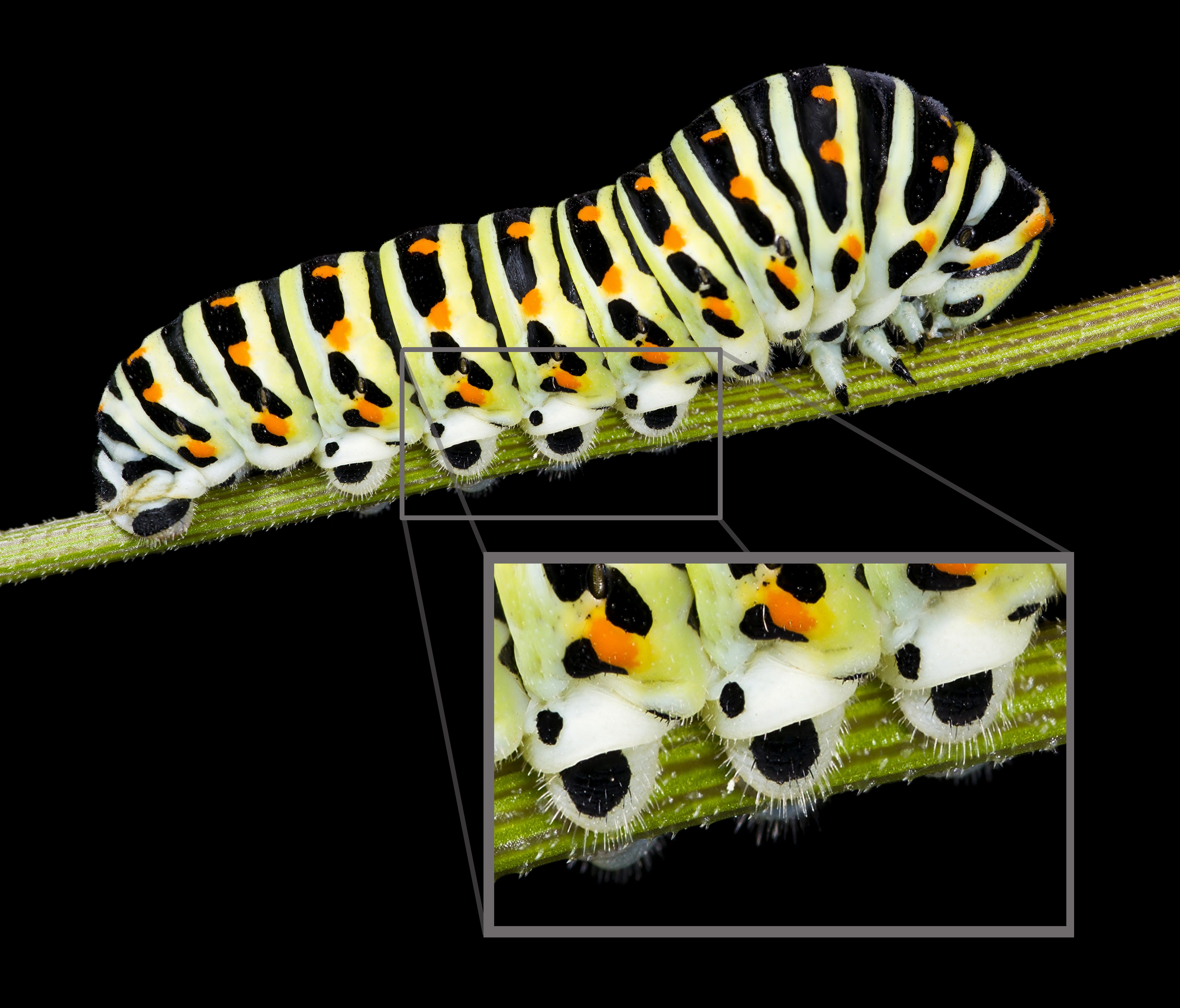
Larva polipode di Papilio machaon con pseudozampe

- Lepidotteri (le cui larve sono dette bruchi), in genere con pseudozampe dal terzo al sesto segmento addominale o urite ed una coppia al decimo; in alcuni casi il loro numero può essere ridotto, come nelle Geometridi (di norma due paia, una al sesto ed una al decimo urite) e nelle Nottuidi (con pseudozampe al quinto, sesto e decimo urite);
- Imenotteri Sinfiti (non solo i Tentredini) con pseudozampe dal secondo al sesto-ottavo urite;
- Mecotteri dal primo all'ottavo urite.